# Strzegom
Strzegom [ˈsʧɛgɔm] (tyska Striegau) är en stad i sydvästra Polen, belägen i distriktet Powiat świdnicki i Nedre Schlesiens vojvodskap, 52 kilometer väster om vojvodskapets huvudstad Wrocław. Tätorten hade 16 701 invånare i juni 2014 och utgör centralort i en stads- och landskommun med totalt 26 710 invånare.

## Geografi
Staden ligger vid Strzegomka, en biflod till Bystrzyca som i sin tur är en biflod till Oder. 

## Historia
Före år 1093 uppfördes en borg i orten, som lydde under hertigarna av den schlesiska grenen av huset Piast. Den första kända kyrkan, S:t Peterskyrkan, uppfördes i mitten av 1100-talet. Staden erhöll år 1242 stadsrättigheter av Anna av Böhmen, änka efter den polske seniorhertigen Henrik II av Nedre Schlesien.
Från 1368 till 1742 lydde staden under kungariket Böhmen. Efter österrikiska tronföljdskriget blev staden tillsammans med större delen av Schlesien preussisk. Staden var från början av 1800-talet fram till 1932 huvudort för en Landkreis i det preussiska regeringsområdet Breslau i provinsen Schlesien, 1871-1945 även som del av Tyskland. Staden hade 14 587 invånare år 1910 och hade då betydande granit- och basaltbrott, stensliperier och tillverkning av läder och malt.
Nära byn Gross Rosen (nuvarande Rogoźnica i nordvästra utkanten av Strzegoms kommun), vid järnvägslinjen mot Jauer, låg 1940-1945 koncentrationslägret Gross-Rosen. I lägret satt omkring 130 000 fångar, varav omkring 40 000 dog. I början av 1945 lät SS utrymma lägret till större delen, och många fångar fördes iväg på långa dödsmarscher. Staden erövrades av Röda armén 13 februari 1945, då också de få återstående fångarna i lägret befriades. Staden återtogs av Wehrmacht 11 mars, då omkring 60 procent av stadens bebyggelse förstördes i striderna. Den 7 maj tågade slutligen åter Röda armén in i staden. Vid denna tidpunkt befann sig endast omkring 7 000 invånare kvar i staden. Under månaderna efter erövringen kom staden att fungera som uppsamlings- och flyktingläger för omkring 80 000 tidigare koncentrationslägerfångar.
Efter andra världskriget hamnade orten öster om Oder-Neisse-linjen och den kvarvarande tyska befolkningen fördrevs. Under åren efter kriget återbefolkades staden av polska bosättare, varav många var flyktingar från de tidigare polska områdena öster om Curzonlinjen.

## Sevärdheter

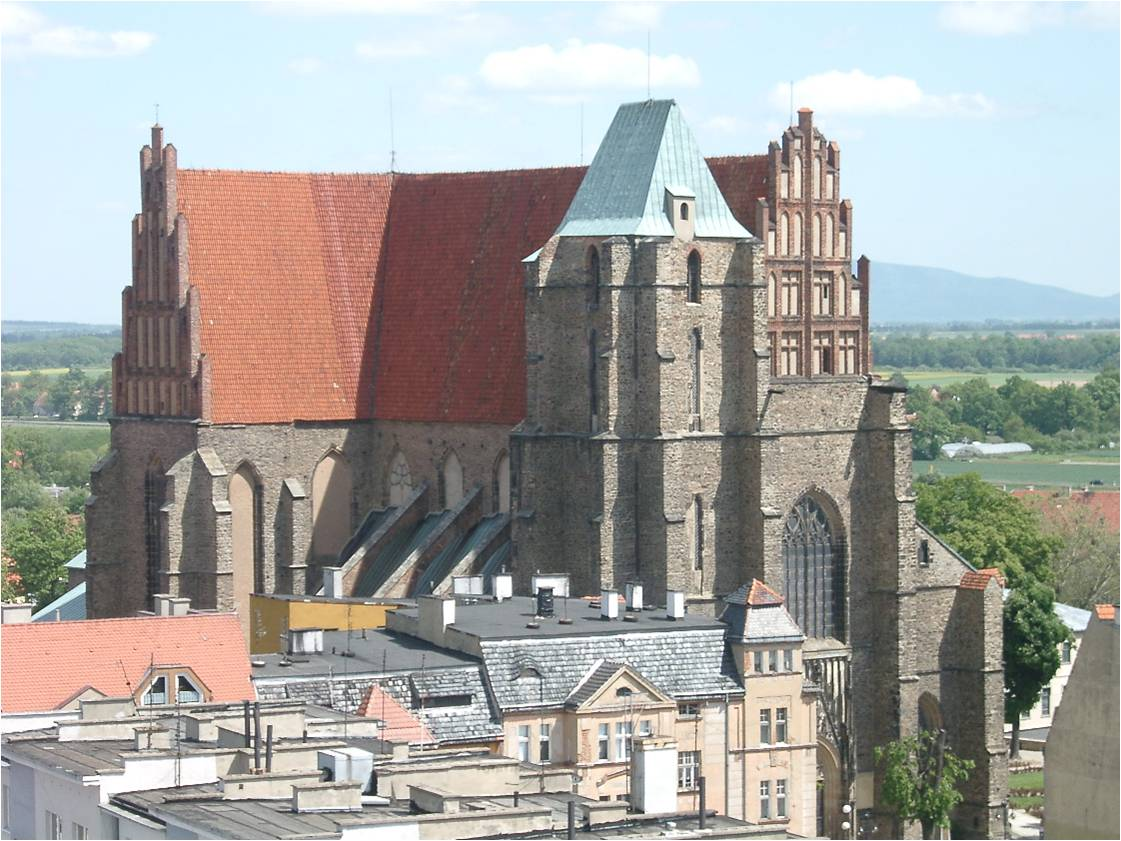
Petrus och Paulus-kyrkan

- Stadskyrkan, Petrus och Paulus-kyrkan, uppfördes i gotisk stil mellan 1300-talet och 1500-talet och är den största stadsförsamlingskyrkan i Schlesien. Kyrkan är delvis ofullbordad. Sedan 2010 är kyrkan medtagen på listan över Polens nationella historiska monument.
- Prästgården, tidigare kommenderi för Johanniterorden.
- Karmeliterkyrkan, uppförd omkring 1704
- Rådhustornet, uppfört omkring 1672
- S:t Hedvigskyrkan, uppförd i gotisk stil omkring 1460

## Kända invånare
- Johann Christian Günther (1695-1723), poet.
- Hans-Georg Koitz (född 1935), romersk-katolsk biskop emeritus i Hildesheims stift.
- Paul Slowinski, (född Paweł Słowiński 1980), polsk-australiensisk kickboxare.
- Ewa Żyła (född 1982), fotbollsspelare och tränare.